# Cabinda
Cabinda je angolska eksklava, odvojena od matice zemlje teritorijem Demokratske Republike Kongo. Na sjeveru graniči s Republikom Kongo. Glavni se grad također zove Cabinda. Provincija je podijeljena na četiri općine: Belize, Buco Zau, Cabinda i Cacongo.
Međunarodno nepriznata Republika Kabinda proglasila je neovisnost od Portugala 1975. godine. Nakon završetka Angolskog građanskog rata 2002. godine, u Cabindi su se nastavili povremeni oružani sukobi između snaga angolske vlade i separatista. Pokret za oslobođenje enklave Cabinde (Frente para a Libertação do Enclave de Cabinda - FLEC), koji ne priznaje suverenitet Angole nad područjem, upravlja pobunom iz izbjeglištva u Parizu. Frakcija FLEC-a u Cabindi potpisala je 2006. sporazum o prekidu neprijateljstava, s čime se nije složio pariški ogranak pokreta (danas poznat kao FLEC-FAC), koji se zalaže za potpunu neovisnost Cabinde od Angole.
Gospodarstvo provincije zasniva se uglavnom na eksploataciji podmorskih naftnih rezervi u blizini obale, za koje se procjenjuje da su među najbogatijima na svijetu. Prihodi od nafte iz Cabinde čine čak 42% BDP-a Angole.
Dana 8. siječnja 2010. Cabinda je dospjela u žižu zanimanja svjetskih medija, kada su separatisti napali autobus togoanske nogometne reprezentacije, koji je prevozio momčad na završnicu Afričkog kupa nacija. U napadu su poginuli pomoćni trener i glasnogovornik reprezentacije, kao i vozač autobusa, zbog čega je Togo odlučio povući reprezentaciju s natjecanja.
Prema procjeni iz 2010. Cabinda je imala oko 425.000 stanovnika. Zbog stalnih oružanih sukoba angolske vlade i separatista, velik dio Kabinđana živi u izbjeglištvu u Demokratskoj Republici Kongo.

## Vanjske poveznice
- Službena stranica  Arhivirana inačica izvorne stranice od 29. srpnja 2010. (Wayback Machine) (port.)
- Stranica samoproglašene Republike Kabinde (port.)

|  | Zajednički poslužitelj ima još gradiva o temi Cabinda |